# Julio Iglesias/Auszeichnungen für Musikverkäufe

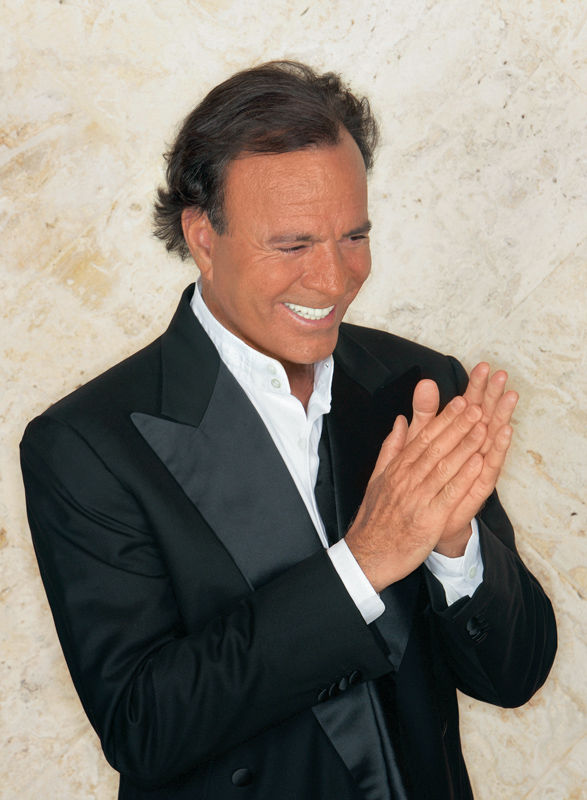
Julio Iglesias (2007)

Dies ist eine Übersicht über die Auszeichnungen für Musikverkäufe des spanischen Sängers Julio Iglesias. Die Auszeichnungen finden sich nach ihrer Art (Gold, Platin usw.), nach Staaten getrennt in chronologischer Reihenfolge, geordnet sowie nach den Tonträgern selbst in alphabetischer Reihenfolge, getrennt nach Medium (Alben, Singles usw.), wieder.

## Auszeichnungen
| - Portugal - 2003: für das Album Love Songs - Vereinigtes Königreich - 1981: für die Single Begin The Beguine - 1982: für die Single Quiereme Mucho (Yours) - 1984: für das Album 1100 Bel Air Place - 1997: für das Album Tango - 2013: für das Album Romantic Classics - Argentinien - 1994: für das Album Crazy - 2000: für das Album Noche De Cuatro Lunas - Australien - 1982: für die Single Begin The Beguine - 1983: für das Album Julio - 1985: für das Album Libra - 1988: für das Album Non Stop - 1994: für das Album Crazy - Belgien - 1989: für das Album Raices - 1990: für das Album Starry Night - 1992: für das Album Calor - 1997: für das Album Tango - 1998: für das Album My Life: The Greatest Hits - Chile - 1977: für das Album A mis 33 años - 1978: für das Album Emociones - 1982: für das Album From a Child to a Woman - 1983: für das Album Momentos - 1998: für das Album My Life: The Greatest Hits - Dänemark - 1981: für das Album From a Child to a Woman - 1985: für das Album Libra - 1998: für das Album My Life: The Greatest Hits - Deutschland - 1983: für das Album Zärtlichkeiten - Frankreich - 1979: für die Single Où Est Passée Ma Bohème? - 1985: für das Album Chansons En Français - 1985: für das Album 1100 Bel Air Place - 1996: für das Album La carretera - 1998: für das Album My Life: The Greatest Hits - 2000: für das Album Noche De Cuatro Lunas - 2005: für das Album En Français - 2005: für das Album L’homme Que Je Suis - Hongkong - 1998: für das Album My Life: The Greatest Hits - 1994: für das Album Crazy - Irland - 2006: für das Album Romantic Classics - Indonesien - 1995: für das Album La carretera - Italien - 1989: für das Album Raices - 1992: für das Album Calor - 1994: für das Album Crazy - 2021: für die Single Se mi lasci non vale - Kanada - 1980: für das Album A Vous Les Femmes - 1981: für das Album Aimer La Vie - 1982: für das Album Momentos - 1984: für das Album Sentimental - 1984: für die Single All of You - 1985: für das Album Libra - 1988: für das Album Non Stop - 1994: für das Album Crazy - 1997: für das Album Tango - 1999: für das Album My Life: The Greatest Hits - Kolumbien - 1977: für das Album A mis 33 años - 1985: für das Album Libra - 1992: für das Album Calor - 1995: für das Album La carretera - 1998: für das Album My Life: The Greatest Hits - Mexiko - 1984: für das Album 1100 Bel Air Place - 1995: für das Album La carretera - 1996: für das Album Tango - 2000: für das Album Noche De Cuatro Lunas - Neuseeland - 1988: für das Album Non Stop - 1994: für das Album Crazy - 1998: für das Album My Life: The Greatest Hits - 2004: für das Album Love Songs - Niederlande - 1977: für das Album A mis 33 años - 1980: für das Album Hey! - 1982: für das Album From a Child to a Woman - 1984: für das Album Ein Weihnachtsabend mit Julio Iglesias - 1990: für das Album Momentos - 1992: für das Album Calor - 1996: für das Album La carretera - 2000: für das Album Noche De Cuatro Lunas - Norwegen - 1994: für das Album Crazy - 2003: für das Album Love Songs - Österreich - 1983: für das Album Momentos - Peru - 1998: für das Album My Life: The Greatest Hits - Philippinen - 1984: für das Album 1100 Bel Air Place - 1997: für das Album Tango - Portugal - 1982: für das Album Momentos - 1984: für das Album 1100 Bel Air Place - 1987: für das Album 24 Greatest Songs - 1994: für das Album Crazy - 1995: für das Album La carretera - 2005: für das Videoalbum En Espana - 2005: für das Videoalbum Starry Night - 2006: für das Album Romantic Classics - Schweden - 1981: für das Album From a Child to a Woman - 1982: für das Album Momentos - 1985: für das Album Libra - 1997: für das Album Tango - Schweiz - 1987: für das Album Zärtlichkeiten - 1997: für das Album Tango - Singapur - 1992: für das Album Calor - 1994: für das Album Crazy - 1995: für das Album La carretera - Spanien - 1993: für das Album Felicidade, Julio - 2006: für das Album Romantic Classics - 2015: für das Album Mexico - 2024: für die Single Hey! - 2025: für die Single La carretera - Südkorea - 1983: für das Album Momentos - 1997: für das Album Tango - Südafrika - 1998: für das Album My Life: The Greatest Hits - Taiwan - 1995: für das Album La carretera - 1996: für das Album Tango - 1998: für das Album My Life: The Greatest Hits - Thailand - 1995: für das Album La carretera - Uruguay - 1999: für das Album Mi Vida: Grandes Exitos - Venezuela - 1992: für das Album Calor - 1995: für das Album La carretera - Vereinigte Staaten - 1990: für das Videoalbum In Spain - 1991: für das Videoalbum Starry Night - 1991: für das Album Starry Night - 1991: für das Album Libra - 1991: für das Album Non Stop - 1994: für das Album Crazy - 1997: für das Album Tango - 2000: für das Album Hey! - Vereinigtes Königreich - 1981: für das Album Begin The Beguine - 1982: für das Album Amor - 1983: für das Album Julio - 1988: für das Album Non Stop - 1991: für das Album Starry Night - 1998: für das Album My Life: The Greatest Hits | - Brasilien - 1995: für das Album La carretera - Frankreich - 1988: für das Album The 24 Greatest Songs - 2001: für das Album Ma Vie – Mes Plus Grands Succès - 2005: für das Album Divorcio - Argentinien - 2003: für das Album Divorcio - Australien - 1991: für das Album Starry Night - 1997: für das Album Tango - Brasilien - 1988: für das Album Non Stop - 1991: für das Album Starry Night - 1992: für das Album Calor - 1994: für das Album Crazy - 1995: für das Album Julio - 1996: für das Album Tango - 1999: für das Album Minha Vida Meus Sucessos – Vol. I - 1999: für das Album Minha Vida Meus Sucessos – Vol. II - 2001: für das Album Ao Meu Brasil - Chile - 1985: für das Album Libra - 1992: für das Album Calor - Dänemark - 1982: für das Album Momentos - 1984: für das Album 1100 Bel Air Place - Europa - 1996: für das Album La carretera - 1996: für das Album Crazy - 1997: für das Album Tango - 1998: für das Album My Life: The Greatest Hits - Finnland - 1981: für das Album 14 suosituinta sävelmää - 1983: für das Album Momentos - Frankreich - 1995: für das Album L'amour Créa La Femme - 1997: für das Album Tango - 2000: für das Album Julio - Italien - 1984: für das Album 1100 Bel Air Place - 2021: für das Album Da Manuela a Pensami - Japan - 1981: für das Album From a Child to a Woman - Kanada - 1984: für das Album Pour Toi - 1984: für das Album Julio - 1984: für die Single To All The Girls I’ve Loved Before - 1991: für das Album Starry Night - Kolumbien - 1983: für das Album Momentos - 1987: für das Album Un Hombre Solo - 1997: für das Album Tango - Malaysia - 1984: für das Album 1100 Bel Air Place - 1988: für das Album Non Stop - 1990: für das Album Starry Night - 1994: für das Album Crazy - Mexiko - 1977: für das Album A mis 33 años - 1978: für das Album Emociones - 1985: für das Album Libra - 1987: für das Album Un Hombre Solo - Neuseeland - 1981: für das Album Hey! - Niederlande - 1979: für das Album Emociones - 1980: für das Album The 24 Greatest Songs - 1997: für das Album Raices - 1991: für das Album Starry Night - 1995: für das Album Crazy - 1997: für das Album Tango - Polen - 1986: für das Album Libra - Portugal - 1990: für das Album Raices - 1996: für das Album Tango - 1998: für das Album My Life: The Greatest Hits - Schweden - 1984: für das Album 1100 Bel Air Place - Singapur - 1984: für das Album 1100 Bel Air Place - 1990: für das Album Starry Night - Spanien - 1984: für das Album A mis 33 años - 1989: für das Album De Nina A Mujer - 1989: für das Album Non Stop - 1990: für das Album Sonadores de Espana - 1990: für das Album 28 Grandes Exitos Latinos - 1990: für das Album Starry Night - 2007: für das Album Love Songs - 2011: für das Album 1 - 2024: für die Single Me olvidé de vivir - 2024: für die Single Soy un truhán, soy un señor - Südkorea - 1994: für das Album Crazy - Taiwan - 1994: für das Album Crazy - Thailand - 1997: für das Album Tango - Vereinigte Staaten - 1992: für die Single To All The Girls I’ve Loved Before - 2000: für das Album Noche De Cuatro Lunas (Latin) - Vereinigtes Königreich - 1994: für das Album Crazy - Argentinien - 1977: für das Album A mis 33 años - 1992: für das Album Calor - 1998: für das Album Mi Vida: Grandes Exitos - Brasilien - 1977: für das Album A mis 33 años - 1984: für das Album 1100 Bel Air Place - 1989: für das Album Raices - Chile - 1989: für das Album Raices - 1995: für das Album La carretera - Frankreich - 1995: für das Album Fidèle - 1995: für das Album Aimer La Vie - Indonesien - 1998: für das Album My Life: The Greatest Hits - Kolumbien - 1982: für das Album From a Child to a Woman - 1989: für das Album Raices - Mexiko - 1982: für das Album From a Child to a Woman - 1983: für das Album Momentos - 1989: für das Album Raices - Portugal - 2005: für das Album Mi Vida: Grandes Exitos - 2005: für das Album Divorcio - Spanien - 1978: für das Album Emociones - 1980: für das Album 24 Existos De Oro - 1989: für das Album 1100 Bel Air Place - 1994: für das Album Crazy - 2003: für das Album Divorcio - Venezuela - 1989: für das Album Raices - 1996: für das Album Tango - Vereinigte Staaten - 1994: für das Album Julio - 2000: für das Album Moments - 2000: für das Album My Life: The Greatest Hits (Latin) - 2000: für das Album In Concert | - Argentinien - 1982: für das Album From a Child to a Woman - 1985: für das Album Libra - 1989: für das Album Raices - Brasilien - 1978: für das Album Emociones - Indonesien - 1994: für das Album Crazy - Japan - 1982: für das Album Momentos - Spanien - 1985: für das Album Libra - Südkorea - 1990: für das Album Starry Night - Argentinien - 1996: für das Album Tango - Australien - 1984: für das Album 1100 Bel Air Place - Kolumbien - 1978: für das Album Emociones - Venezuela - 1987: für das Album Un Hombre Solo - Vereinigte Staaten - 1994: für das Album 1100 Bel Air Place - 2000: für das Album Hey! (Latin) - Brasilien - 1985: für das Album Libra - 1987: für das Album Un Hombre Solo - Chile - 1987: für das Album Un Hombre Solo - 1996: für das Album Tango - Spanien - 1981: für das Album Hey! - 1987: für das Album Un Hombre Solo - 1992: für das Album Calor - 1998: für das Album My Life: The Greatest Hits - 1999: für das Album Mi Vida: Grandes Exitos - 2000: für das Album Noche De Cuatro Lunas - Argentinien - 1995: für das Album La carretera - Kanada - 1984: für das Album 1100 Bel Air Place - Neuseeland - 1985: für das Album 1100 Bel Air Place - Spanien - 1982: für das Album Momentos - 1994: für das Album Tango - Vereinigte Staaten - 2000: für das Album Tango (Latin) - 2000: für das Album Libra (Latin) - Argentinien - 1983: für das Album Momentos - Spanien - 1995: für das Album From a Child to a Woman - 1995: für das Album La carretera - Argentinien - 1987: für das Album Un Hombre Solo - Brasilien - 1983: für das Album Momentos - Spanien - 1990: für das Album Raices - Argentinien - 1978: für das Album Emociones - Brasilien - 1982: für das Album From a Child to a Woman - Argentinien - für das Album Amor - Frankreich - 1988: für das Album A Vous Les Femmes - 1995: für das Album Sentimental |

## Auszeichnungen nach Alben

### 1
| Land/Region          | Auszeichnungen für Musikverkäufe (Land/Region, Auszeichnung, Verkäufe) | Verkäufe |
| -------------------- | ---------------------------------------------------------------------- | -------- |
| Spanien (Promusicae) | Platin                                                                 | 40.000   |
| Insgesamt            | 1× Platin ·                                                            | 40.000   |

### 14 suosituinta sävelmää
| Land/Region     | Auszeichnungen für Musikverkäufe (Land/Region, Auszeichnung, Verkäufe) | Verkäufe |
| --------------- | ---------------------------------------------------------------------- | -------- |
| Finnland (IFPI) | Platin                                                                 | 71.200   |
| Insgesamt       | 1× Platin ·                                                            | 71.200   |

### 24 Existos De Oro
| Land/Region          | Auszeichnungen für Musikverkäufe (Land/Region, Auszeichnung, Verkäufe) | Verkäufe |
| -------------------- | ---------------------------------------------------------------------- | -------- |
| Spanien (Promusicae) | 2× Platin                                                              | 200.000  |
| Insgesamt            | 2× Platin ·                                                            | 200.000  |

### 24 Greatest Songs
| Land/Region    | Auszeichnungen für Musikverkäufe (Land/Region, Auszeichnung, Verkäufe) | Verkäufe |
| -------------- | ---------------------------------------------------------------------- | -------- |
| Portugal (AFP) | Gold                                                                   | 20.000   |
| Insgesamt      | 1× Gold ·                                                              | 20.000   |

### 28 Grandes Exitos Latinos
| Land/Region          | Auszeichnungen für Musikverkäufe (Land/Region, Auszeichnung, Verkäufe) | Verkäufe |
| -------------------- | ---------------------------------------------------------------------- | -------- |
| Spanien (Promusicae) | Platin                                                                 | 100.000  |
| Insgesamt            | 1× Platin ·                                                            | 100.000  |

### 1100 Bel Air Place
| Land/Region                  | Auszeichnungen für Musikverkäufe (Land/Region, Auszeichnung, Verkäufe) | Verkäufe  |
| ---------------------------- | ---------------------------------------------------------------------- | --------- |
| Australien (ARIA)            | 4× Platin                                                              | 280.000   |
| Brasilien (PMB)              | 2× Platin                                                              | 500.000   |
| Dänemark (IFPI)              | Platin                                                                 | 80.000    |
| Frankreich (SNEP)            | Gold                                                                   | 100.000   |
| Italien (FIMI)               | Platin                                                                 | 100.000   |
| Kanada (MC)                  | 6× Platin                                                              | 600.000   |
| Malaysia (RIM)               | Platin                                                                 | 50.000    |
| Mexiko (AMPROFON)            | Gold                                                                   | 200.000   |
| Neuseeland (RMNZ)            | 6× Platin                                                              | 120.000   |
| Philippinen (PARI)           | Gold                                                                   | 30.000    |
| Portugal (AFP)               | Gold                                                                   | 25.000    |
| Singapur (RIAS)              | Platin                                                                 | 15.000    |
| Schweden (IFPI)              | Platin                                                                 | 100.000   |
| Spanien (Promusicae)         | 2× Platin                                                              | 200.000   |
| Vereinigte Staaten (RIAA)    | 4× Platin                                                              | 4.000.000 |
| Vereinigtes Königreich (BPI) | Silber                                                                 | 200.000   |
| Insgesamt                    | 1× Silber · 4× Gold · 29× Platin ·                                     | 6.600.000 |

### A mis 33 años
| Land/Region          | Auszeichnungen für Musikverkäufe (Land/Region, Auszeichnung, Verkäufe) | Verkäufe |
| -------------------- | ---------------------------------------------------------------------- | -------- |
| Argentinien (CAPIF)  | 2× Platin                                                              | 120.000  |
| Brasilien (PMB)      | 2× Platin                                                              | 250.000  |
| Chile (IFPI)         | Gold                                                                   | 15.000   |
| Kolumbien (ASINCOL)  | Gold                                                                   | 25.000   |
| Mexiko (AMPROFON)    | Platin                                                                 | 250.000  |
| Niederlande (NVPI)   | Gold                                                                   | 50.000   |
| Spanien (Promusicae) | Platin                                                                 | 100.000  |
| Insgesamt            | 3× Gold · 6× Platin ·                                                  | 860.000  |

### A Vous Les Femmes
| Land/Region       | Auszeichnungen für Musikverkäufe (Land/Region, Auszeichnung, Verkäufe) | Verkäufe  |
| ----------------- | ---------------------------------------------------------------------- | --------- |
| Frankreich (SNEP) | Diamant                                                                | 1.000.000 |
| Kanada (MC)       | Gold                                                                   | 50.000    |
| Insgesamt         | 1× Gold · 1× Diamant ·                                                 | 1.050.000 |

### Aimer La Vie
| Land/Region       | Auszeichnungen für Musikverkäufe (Land/Region, Auszeichnung, Verkäufe) | Verkäufe |
| ----------------- | ---------------------------------------------------------------------- | -------- |
| Frankreich (SNEP) | 2× Platin                                                              | 600.000  |
| Kanada (MC)       | Gold                                                                   | 50.000   |
| Insgesamt         | 1× Gold · 2× Platin ·                                                  | 650.000  |

### Amor
| Land/Region                  | Auszeichnungen für Musikverkäufe (Land/Region, Auszeichnung, Verkäufe) | Verkäufe |
| ---------------------------- | ---------------------------------------------------------------------- | -------- |
| Vereinigtes Königreich (BPI) | Gold                                                                   | 100.000  |
| Insgesamt                    | 1× Gold ·                                                              | 100.000  |

### Ao Meu Brasil
| Land/Region     | Auszeichnungen für Musikverkäufe (Land/Region, Auszeichnung, Verkäufe) | Verkäufe |
| --------------- | ---------------------------------------------------------------------- | -------- |
| Brasilien (PMB) | Platin                                                                 | 125.000  |
| Insgesamt       | 1× Platin ·                                                            | 125.000  |

### Begin The Beguine
| Land/Region                  | Auszeichnungen für Musikverkäufe (Land/Region, Auszeichnung, Verkäufe) | Verkäufe |
| ---------------------------- | ---------------------------------------------------------------------- | -------- |
| Australien (ARIA)            | Gold                                                                   | 20.000   |
| Vereinigtes Königreich (BPI) | Gold                                                                   | 100.000  |
| Insgesamt                    | 2× Gold ·                                                              | 120.000  |

### Calor
| Land/Region          | Auszeichnungen für Musikverkäufe (Land/Region, Auszeichnung, Verkäufe) | Verkäufe  |
| -------------------- | ---------------------------------------------------------------------- | --------- |
| Argentinien (CAPIF)  | 2× Platin                                                              | 120.000   |
| Belgien (BRMA)       | Gold                                                                   | 25.000    |
| Brasilien (PMB)      | Platin                                                                 | 250.000   |
| Chile (IFPI)         | Platin                                                                 | 25.000    |
| Italien (FIMI)       | Gold                                                                   | 50.000    |
| Kolumbien (ASINCOL)  | Gold                                                                   | 25.000    |
| Niederlande (NVPI)   | Gold                                                                   | 50.000    |
| Singapur (RIAS)      | Gold                                                                   | 7.500     |
| Spanien (Promusicae) | 5× Platin                                                              | 500.000   |
| Venezuela (APFV)     | Gold                                                                   | 10.000    |
| Insgesamt            | 6× Gold · 9× Platin ·                                                  | 1.062.500 |

### Chansons En Français
| Land/Region       | Auszeichnungen für Musikverkäufe (Land/Region, Auszeichnung, Verkäufe) | Verkäufe |
| ----------------- | ---------------------------------------------------------------------- | -------- |
| Frankreich (SNEP) | Gold                                                                   | 100.000  |
| Insgesamt         | 1× Gold ·                                                              | 100.000  |

### Crazy
| Land/Region                  | Auszeichnungen für Musikverkäufe (Land/Region, Auszeichnung, Verkäufe) | Verkäufe  |
| ---------------------------- | ---------------------------------------------------------------------- | --------- |
| Argentinien (CAPIF)          | Gold                                                                   | 30.000    |
| Australien (ARIA)            | Gold                                                                   | 35.000    |
| Brasilien (PMB)              | Platin                                                                 | 250.000   |
| Europa (IFPI)                | Platin                                                                 | 1.000.000 |
| Hongkong (IFPI/HKRIA)        | Gold                                                                   | 10.000    |
| Indonesien (ASIRI)           | 3× Platin                                                              | 450.000   |
| Italien (FIMI)               | Gold                                                                   | 50.000    |
| Kanada (MC)                  | Gold                                                                   | 50.000    |
| Malaysia (RIM)               | Platin                                                                 | 50.000    |
| Neuseeland (RMNZ)            | Gold                                                                   | 7.500     |
| Niederlande (NVPI)           | Platin                                                                 | (100.000) |
| Norwegen (IFPI)              | Gold                                                                   | (20.000)  |
| Portugal (AFP)               | Gold                                                                   | (20.000)  |
| Singapur (RIAS)              | Gold                                                                   | 7.500     |
| Spanien (Promusicae)         | 2× Platin                                                              | (200.000) |
| Südkorea (KMCA)              | Gold                                                                   | 15.000    |
| Taiwan (RIT)                 | Platin                                                                 | 50.000    |
| Vereinigte Staaten (RIAA)    | Gold                                                                   | 500.000   |
| Vereinigtes Königreich (BPI) | Platin                                                                 | (300.000) |
| Insgesamt                    | 11× Gold · 11× Platin ·                                                | 2.505.000 |

### Da Manuela a Pensami
| Land/Region    | Auszeichnungen für Musikverkäufe (Land/Region, Auszeichnung, Verkäufe) | Verkäufe |
| -------------- | ---------------------------------------------------------------------- | -------- |
| Italien (FIMI) | Platin                                                                 | 50.000   |
| Insgesamt      | 1× Platin ·                                                            | 50.000   |

### De Nina A Mujer
| Land/Region          | Auszeichnungen für Musikverkäufe (Land/Region, Auszeichnung, Verkäufe) | Verkäufe |
| -------------------- | ---------------------------------------------------------------------- | -------- |
| Spanien (Promusicae) | Platin                                                                 | 100.000  |
| Insgesamt            | 1× Platin ·                                                            | 100.000  |

### Divorcio
| Land/Region          | Auszeichnungen für Musikverkäufe (Land/Region, Auszeichnung, Verkäufe) | Verkäufe |
| -------------------- | ---------------------------------------------------------------------- | -------- |
| Argentinien (CAPIF)  | Platin                                                                 | 40.000   |
| Frankreich (SNEP)    | 2× Gold                                                                | 200.000  |
| Portugal (AFP)       | 2× Platin                                                              | 40.000   |
| Spanien (Promusicae) | 2× Platin                                                              | 200.000  |
| Insgesamt            | 2× Gold · 5× Platin ·                                                  | 480.000  |

### Ein Weihnachtsabend mit Julio Iglesias
| Land/Region        | Auszeichnungen für Musikverkäufe (Land/Region, Auszeichnung, Verkäufe) | Verkäufe |
| ------------------ | ---------------------------------------------------------------------- | -------- |
| Niederlande (NVPI) | Gold                                                                   | 50.000   |
| Insgesamt          | 1× Gold ·                                                              | 50.000   |

### El Amor
| Land/Region         | Auszeichnungen für Musikverkäufe (Land/Region, Auszeichnung, Verkäufe) | Verkäufe |
| ------------------- | ---------------------------------------------------------------------- | -------- |
| Argentinien (CAPIF) | Diamant                                                                | 500.000  |
| Insgesamt           | 1× Diamant ·                                                           | 500.000  |

### Emociones
| Land/Region          | Auszeichnungen für Musikverkäufe (Land/Region, Auszeichnung, Verkäufe) | Verkäufe  |
| -------------------- | ---------------------------------------------------------------------- | --------- |
| Argentinien (CAPIF)  | 12× Platin                                                             | 720.000   |
| Brasilien (PMB)      | 3× Platin                                                              | 750.000   |
| Chile (IFPI)         | Gold                                                                   | 15.000    |
| Kolumbien (ASINCOL)  | 4× Platin                                                              | 200.000   |
| Mexiko (AMPROFON)    | Platin                                                                 | 250.000   |
| Niederlande (NVPI)   | Platin                                                                 | 100.000   |
| Spanien (Promusicae) | 2× Platin                                                              | 200.000   |
| Insgesamt            | 1× Gold · 23× Platin ·                                                 | 2.335.000 |

### En Français
| Land/Region       | Auszeichnungen für Musikverkäufe (Land/Region, Auszeichnung, Verkäufe) | Verkäufe |
| ----------------- | ---------------------------------------------------------------------- | -------- |
| Frankreich (SNEP) | Gold                                                                   | 100.000  |
| Insgesamt         | 1× Gold ·                                                              | 100.000  |

### Felicidade, Julio
| Land/Region          | Auszeichnungen für Musikverkäufe (Land/Region, Auszeichnung, Verkäufe) | Verkäufe |
| -------------------- | ---------------------------------------------------------------------- | -------- |
| Spanien (Promusicae) | Gold                                                                   | 50.000   |
| Insgesamt            | 1× Gold ·                                                              | 50.000   |

### Fidèle
| Land/Region       | Auszeichnungen für Musikverkäufe (Land/Region, Auszeichnung, Verkäufe) | Verkäufe |
| ----------------- | ---------------------------------------------------------------------- | -------- |
| Frankreich (SNEP) | 2× Platin                                                              | 600.000  |
| Insgesamt         | 2× Platin ·                                                            | 600.000  |

### From a Child to a Woman
| Land/Region          | Auszeichnungen für Musikverkäufe (Land/Region, Auszeichnung, Verkäufe) | Verkäufe  |
| -------------------- | ---------------------------------------------------------------------- | --------- |
| Argentinien (CAPIF)  | 3× Platin                                                              | 180.000   |
| Brasilien (PMB)      | 14× Platin                                                             | 3.500.000 |
| Chile (IFPI)         | Gold                                                                   | 15.000    |
| Dänemark (IFPI)      | Gold                                                                   | 50.000    |
| Japan (RIAJ)         | Platin                                                                 | 200.000   |
| Kolumbien (ASINCOL)  | 2× Platin                                                              | 100.000   |
| Mexiko (AMPROFON)    | 2× Platin                                                              | 500.000   |
| Niederlande (NVPI)   | Gold                                                                   | 50.000    |
| Schweden (IFPI)      | Gold                                                                   | 50.000    |
| Spanien (Promusicae) | 7× Platin                                                              | 700.000   |
| Insgesamt            | 4× Gold · 29× Platin ·                                                 | 5.445.000 |

### Hey!
| Land/Region               | Auszeichnungen für Musikverkäufe (Land/Region, Auszeichnung, Verkäufe) | Verkäufe  |
| ------------------------- | ---------------------------------------------------------------------- | --------- |
| Neuseeland (RMNZ)         | Platin                                                                 | 20.000    |
| Niederlande (NVPI)        | Gold                                                                   | 50.000    |
| Spanien (Promusicae)      | 5× Platin                                                              | 500.000   |
| Vereinigte Staaten (RIAA) | 4× Platin (Latin) · + Gold (Standard)                                  | 740.000   |
| Insgesamt                 | 2× Gold · 10× Platin ·                                                 | 1.310.000 |

### In Concert
| Land/Region               | Auszeichnungen für Musikverkäufe (Land/Region, Auszeichnung, Verkäufe) | Verkäufe |
| ------------------------- | ---------------------------------------------------------------------- | -------- |
| Vereinigte Staaten (RIAA) | 2× Platin                                                              | 120.000  |
| Insgesamt                 | 2× Platin ·                                                            | 120.000  |

### Julio
| Land/Region                  | Auszeichnungen für Musikverkäufe (Land/Region, Auszeichnung, Verkäufe) | Verkäufe  |
| ---------------------------- | ---------------------------------------------------------------------- | --------- |
| Australien (ARIA)            | Gold                                                                   | 25.000    |
| Brasilien (PMB)              | 2× Platin                                                              | 500.000   |
| Frankreich (SNEP)            | Platin                                                                 | 300.000   |
| Kanada (MC)                  | Platin                                                                 | 100.000   |
| Vereinigte Staaten (RIAA)    | 2× Platin                                                              | 2.000.000 |
| Vereinigtes Königreich (BPI) | Gold                                                                   | 100.000   |
| Insgesamt                    | 2× Gold · 6× Platin ·                                                  | 3.025.000 |

### La carretera
| Land/Region          | Auszeichnungen für Musikverkäufe (Land/Region, Auszeichnung, Verkäufe) | Verkäufe  |
| -------------------- | ---------------------------------------------------------------------- | --------- |
| Argentinien (CAPIF)  | 6× Platin                                                              | 360.000   |
| Brasilien (PMB)      | 2× Gold                                                                | 200.000   |
| Chile (IFPI)         | 2× Platin                                                              | 50.000    |
| Europa (IFPI)        | Platin                                                                 | 1.000.000 |
| Frankreich (SNEP)    | Gold                                                                   | (200.000) |
| Indonesien (ASIRI)   | Gold                                                                   | 75.000    |
| Kolumbien (ASINCOL)  | Gold                                                                   | 25.000    |
| Mexiko (AMPROFON)    | Gold                                                                   | 100.000   |
| Niederlande (NVPI)   | Gold                                                                   | (50.000)  |
| Portugal (AFP)       | Gold                                                                   | (20.000)  |
| Singapur (RIAS)      | Gold                                                                   | 7.500     |
| Spanien (Promusicae) | 7× Platin                                                              | (700.000) |
| Taiwan (RIT)         | Gold                                                                   | 25.000    |
| Thailand (TECA)      | Gold                                                                   | 25.000    |
| Venezuela (APFV)     | Gold                                                                   | 10.000    |
| Insgesamt            | 12× Gold · 16× Platin ·                                                | 1.877.500 |

### L’amour Créa La Femme
| Land/Region       | Auszeichnungen für Musikverkäufe (Land/Region, Auszeichnung, Verkäufe) | Verkäufe |
| ----------------- | ---------------------------------------------------------------------- | -------- |
| Frankreich (SNEP) | Platin                                                                 | 300.000  |
| Insgesamt         | 1× Platin ·                                                            | 300.000  |

### L’homme Que Je Suis
| Land/Region       | Auszeichnungen für Musikverkäufe (Land/Region, Auszeichnung, Verkäufe) | Verkäufe |
| ----------------- | ---------------------------------------------------------------------- | -------- |
| Frankreich (SNEP) | Gold                                                                   | 100.000  |
| Insgesamt         | 1× Gold ·                                                              | 100.000  |

### Libra
| Land/Region               | Auszeichnungen für Musikverkäufe (Land/Region, Auszeichnung, Verkäufe) | Verkäufe  |
| ------------------------- | ---------------------------------------------------------------------- | --------- |
| Argentinien (CAPIF)       | 3× Platin                                                              | 180.000   |
| Australien (ARIA)         | Gold                                                                   | 30.000    |
| Brasilien (PMB)           | 5× Platin                                                              | 1.250.000 |
| Chile (IFPI)              | Platin                                                                 | 25.000    |
| Dänemark (IFPI)           | Gold                                                                   | 50.000    |
| Kanada (MC)               | Gold                                                                   | 50.000    |
| Kolumbien (ASINCOL)       | Gold                                                                   | 25.000    |
| Mexiko (AMPROFON)         | Platin                                                                 | 250.000   |
| Polen (ZPAV)              | Platin                                                                 | 60.000    |
| Schweden (IFPI)           | Gold                                                                   | 50.000    |
| Spanien (Promusicae)      | 3× Platin                                                              | 300.000   |
| Vereinigte Staaten (RIAA) | 6× Platin (Latin) · + Gold (Standard)                                  | 860.000   |
| Insgesamt                 | 6× Gold · 20× Platin ·                                                 | 3.130.000 |

### Love Songs
| Land/Region          | Auszeichnungen für Musikverkäufe (Land/Region, Auszeichnung, Verkäufe) | Verkäufe |
| -------------------- | ---------------------------------------------------------------------- | -------- |
| Neuseeland (RMNZ)    | Gold                                                                   | 7.500    |
| Norwegen (IFPI)      | Gold                                                                   | 20.000   |
| Portugal (AFP)       | Silber                                                                 | 10.000   |
| Spanien (Promusicae) | Platin                                                                 | 100.000  |
| Insgesamt            | 1× Silber · 2× Gold · 1× Platin ·                                      | 137.500  |

### Ma Vie – Mes Plus Grands Succès
| Land/Region       | Auszeichnungen für Musikverkäufe (Land/Region, Auszeichnung, Verkäufe) | Verkäufe |
| ----------------- | ---------------------------------------------------------------------- | -------- |
| Frankreich (SNEP) | 2× Gold                                                                | 200.000  |
| Insgesamt         | 2× Gold ·                                                              | 200.000  |

### Mexico
| Land/Region          | Auszeichnungen für Musikverkäufe (Land/Region, Auszeichnung, Verkäufe) | Verkäufe |
| -------------------- | ---------------------------------------------------------------------- | -------- |
| Spanien (Promusicae) | Gold                                                                   | 50.000   |
| Insgesamt            | 1× Gold ·                                                              | 50.000   |

### Minha Vida Meus Sucessos – Vol. I
| Land/Region     | Auszeichnungen für Musikverkäufe (Land/Region, Auszeichnung, Verkäufe) | Verkäufe |
| --------------- | ---------------------------------------------------------------------- | -------- |
| Brasilien (PMB) | Platin                                                                 | 250.000  |
| Insgesamt       | 1× Platin ·                                                            | 250.000  |

### Minha Vida Meus Sucessos – Vol. II
| Land/Region     | Auszeichnungen für Musikverkäufe (Land/Region, Auszeichnung, Verkäufe) | Verkäufe |
| --------------- | ---------------------------------------------------------------------- | -------- |
| Brasilien (PMB) | Platin                                                                 | 250.000  |
| Insgesamt       | 1× Platin ·                                                            | 250.000  |

### Mi Vida: Grandes Exitos
| Land/Region          | Auszeichnungen für Musikverkäufe (Land/Region, Auszeichnung, Verkäufe) | Verkäufe |
| -------------------- | ---------------------------------------------------------------------- | -------- |
| Argentinien (CAPIF)  | 2× Platin                                                              | 120.000  |
| Finnland (IFPI)      | —                                                                      | 14.670   |
| Portugal (AFP)       | 2× Platin                                                              | 80.000   |
| Spanien (Promusicae) | 5× Platin                                                              | 500.000  |
| Uruguay (CUD)        | Gold                                                                   | 3.000    |
| Insgesamt            | 1× Gold · 9× Platin ·                                                  | 717.670  |

### Momentos
| Land/Region          | Auszeichnungen für Musikverkäufe (Land/Region, Auszeichnung, Verkäufe) | Verkäufe  |
| -------------------- | ---------------------------------------------------------------------- | --------- |
| Argentinien (CAPIF)  | 7× Platin                                                              | 420.000   |
| Brasilien (PMB)      | 8× Platin                                                              | 2.000.000 |
| Chile (IFPI)         | Gold                                                                   | 15.000    |
| Dänemark (IFPI)      | Platin                                                                 | 80.000    |
| Finnland (IFPI)      | Platin                                                                 | 60.436    |
| Kanada (MC)          | Gold                                                                   | 50.000    |
| Kolumbien (ASINCOL)  | Platin                                                                 | 50.000    |
| Japan (RIAJ)         | 3× Platin                                                              | 600.000   |
| Mexiko (AMPROFON)    | 2× Platin                                                              | 500.000   |
| Niederlande (NVPI)   | Gold                                                                   | 50.000    |
| Österreich (IFPI)    | Gold                                                                   | 25.000    |
| Portugal (AFP)       | Gold                                                                   | 25.000    |
| Schweden (IFPI)      | Gold                                                                   | 50.000    |
| Spanien (Promusicae) | 6× Platin                                                              | 600.000   |
| Südkorea (KMCA)      | Gold                                                                   | 15.000    |
| Insgesamt            | 7× Gold · 29× Platin ·                                                 | 4.240.436 |

### My Life: The Greatest Hits
| Land/Region                  | Auszeichnungen für Musikverkäufe (Land/Region, Auszeichnung, Verkäufe) | Verkäufe  |
| ---------------------------- | ---------------------------------------------------------------------- | --------- |
| Belgien (BRMA)               | Gold                                                                   | (25.000)  |
| Chile (IFPI)                 | Gold                                                                   | 15.000    |
| Dänemark (IFPI)              | Gold                                                                   | (25.000)  |
| Europa (IFPI)                | Platin                                                                 | 1.000.000 |
| Frankreich (SNEP)            | Gold                                                                   | (100.000) |
| Hongkong (IFPI/HKRIA)        | Gold                                                                   | 10.000    |
| Indonesien (ASIRI)           | 2× Platin                                                              | 300.000   |
| Kanada (MC)                  | Gold                                                                   | 50.000    |
| Kolumbien (ASINCOL)          | Gold                                                                   | 25.000    |
| Neuseeland (RMNZ)            | Gold                                                                   | 7.500     |
| Peru (UNIMPRO)               | Gold                                                                   | 5.000     |
| Portugal (AFP)               | Platin                                                                 | (40.000)  |
| Spanien (Promusicae)         | 5× Platin                                                              | (500.000) |
| Südafrika (RISA)             | Gold                                                                   | 25.000    |
| Taiwan (RIT)                 | Gold                                                                   | 25.000    |
| Vereinigte Staaten (RIAA)    | 2× Platin                                                              | 200.000   |
| Vereinigtes Königreich (BPI) | Gold                                                                   | (100.000) |
| Insgesamt                    | 12× Gold · 11× Platin ·                                                | 1.662.500 |

### Noche De Cuatro Lunas
| Land/Region               | Auszeichnungen für Musikverkäufe (Land/Region, Auszeichnung, Verkäufe) | Verkäufe |
| ------------------------- | ---------------------------------------------------------------------- | -------- |
| Argentinien (CAPIF)       | Gold                                                                   | 30.000   |
| Frankreich (SNEP)         | Gold                                                                   | 100.000  |
| Mexiko (AMPROFON)         | Gold                                                                   | 75.000   |
| Niederlande (NVPI)        | Gold                                                                   | 40.000   |
| Spanien (Promusicae)      | 5× Platin                                                              | 500.000  |
| Vereinigte Staaten (RIAA) | Platin                                                                 | 100.000  |
| Insgesamt                 | 4× Gold · 6× Platin ·                                                  | 845.000  |

### Non Stop
| Land/Region                  | Auszeichnungen für Musikverkäufe (Land/Region, Auszeichnung, Verkäufe) | Verkäufe  |
| ---------------------------- | ---------------------------------------------------------------------- | --------- |
| Australien (ARIA)            | Gold                                                                   | 30.000    |
| Brasilien (PMB)              | Platin                                                                 | 250.000   |
| Kanada (MC)                  | Gold                                                                   | 50.000    |
| Malaysia (RIM)               | Platin                                                                 | 50.000    |
| Neuseeland (RMNZ)            | Gold                                                                   | 10.000    |
| Spanien (Promusicae)         | Platin                                                                 | 100.000   |
| Vereinigte Staaten (RIAA)    | Gold                                                                   | 500.000   |
| Vereinigtes Königreich (BPI) | Gold                                                                   | 100.000   |
| Insgesamt                    | 5× Gold · 3× Platin ·                                                  | 1.090.000 |

### Pour Toi
| Land/Region | Auszeichnungen für Musikverkäufe (Land/Region, Auszeichnung, Verkäufe) | Verkäufe |
| ----------- | ---------------------------------------------------------------------- | -------- |
| Kanada (MC) | Platin                                                                 | 100.000  |
| Insgesamt   | 1× Platin ·                                                            | 100.000  |

### Raices
| Land/Region          | Auszeichnungen für Musikverkäufe (Land/Region, Auszeichnung, Verkäufe) | Verkäufe  |
| -------------------- | ---------------------------------------------------------------------- | --------- |
| Argentinien (CAPIF)  | 3× Platin                                                              | 180.000   |
| Belgien (BRMA)       | Gold                                                                   | 25.000    |
| Brasilien (PMB)      | 2× Platin                                                              | 500.000   |
| Chile (IFPI)         | 2× Platin                                                              | 50.000    |
| Italien (FIMI)       | Gold                                                                   | 50.000    |
| Kolumbien (ASINCOL)  | 2× Platin                                                              | 100.000   |
| Mexiko (AMPROFON)    | 2× Platin                                                              | 500.000   |
| Niederlande (NVPI)   | Platin                                                                 | 100.000   |
| Portugal (AFP)       | Platin                                                                 | 40.000    |
| Spanien (Promusicae) | 11× Platin                                                             | 1.100.000 |
| Venezuela (APFV)     | 2× Platin                                                              | 40.000    |
| Insgesamt            | 2× Gold · 26× Platin ·                                                 | 2.685.000 |

### Romantic Classics
| Land/Region                  | Auszeichnungen für Musikverkäufe (Land/Region, Auszeichnung, Verkäufe) | Verkäufe |
| ---------------------------- | ---------------------------------------------------------------------- | -------- |
| Irland (IRMA)                | Gold                                                                   | 7.500    |
| Portugal (AFP)               | Gold                                                                   | 10.000   |
| Spanien (Promusicae)         | Gold                                                                   | 40.000   |
| Vereinigtes Königreich (BPI) | Silber                                                                 | 60.000   |
| Insgesamt                    | 1× Silber · 3× Gold ·                                                  | 117.500  |

### Sentimental
| Land/Region       | Auszeichnungen für Musikverkäufe (Land/Region, Auszeichnung, Verkäufe) | Verkäufe  |
| ----------------- | ---------------------------------------------------------------------- | --------- |
| Frankreich (SNEP) | Diamant                                                                | 1.000.000 |
| Kanada (MC)       | Gold                                                                   | 50.000    |
| Insgesamt         | 1× Gold · 1× Diamant ·                                                 | 1.050.000 |

### Sonadores de Espana
| Land/Region          | Auszeichnungen für Musikverkäufe (Land/Region, Auszeichnung, Verkäufe) | Verkäufe |
| -------------------- | ---------------------------------------------------------------------- | -------- |
| Spanien (Promusicae) | Platin                                                                 | 100.000  |
| Insgesamt            | 1× Platin ·                                                            | 100.000  |

### Starry Night
| Land/Region                  | Auszeichnungen für Musikverkäufe (Land/Region, Auszeichnung, Verkäufe) | Verkäufe  |
| ---------------------------- | ---------------------------------------------------------------------- | --------- |
| Australien (ARIA)            | Platin                                                                 | 70.000    |
| Belgien (BRMA)               | Gold                                                                   | 25.000    |
| Brasilien (PMB)              | Platin                                                                 | 250.000   |
| Kanada (MC)                  | Platin                                                                 | 100.000   |
| Malaysia (RIM)               | Platin                                                                 | 50.000    |
| Niederlande (NVPI)           | Platin                                                                 | 100.000   |
| Singapur (RIAS)              | Platin                                                                 | 15.000    |
| Spanien (Promusicae)         | Platin                                                                 | 100.000   |
| Südkorea (KMCA)              | 3× Platin                                                              | 90.000    |
| Vereinigte Staaten (RIAA)    | Gold                                                                   | 500.000   |
| Vereinigtes Königreich (BPI) | Gold                                                                   | 100.000   |
| Insgesamt                    | 3× Gold · 10× Platin ·                                                 | 1.400.000 |

### Tango
| Land/Region                  | Auszeichnungen für Musikverkäufe (Land/Region, Auszeichnung, Verkäufe) | Verkäufe    |
| ---------------------------- | ---------------------------------------------------------------------- | ----------- |
| Argentinien (CAPIF)          | 4× Platin                                                              | 240.000     |
| Australien (ARIA)            | Platin                                                                 | 70.000      |
| Belgien (BRMA)               | Gold                                                                   | 25.000      |
| Brasilien (PMB)              | Platin                                                                 | 250.000     |
| Chile (IFPI)                 | 5× Platin                                                              | 250.000     |
| Europa (IFPI)                | Platin                                                                 | (1.000.000) |
| Frankreich (SNEP)            | Platin                                                                 | 300.000     |
| Kanada (MC)                  | Gold                                                                   | 50.000      |
| Kolumbien (ASINCOL)          | Platin                                                                 | 50.000      |
| Mexiko (AMPROFON)            | Gold                                                                   | 100.000     |
| Niederlande (NVPI)           | Platin                                                                 | 100.000     |
| Philippinen (PARI)           | Gold                                                                   | 15.000      |
| Portugal (AFP)               | Platin                                                                 | 40.000      |
| Schweden (IFPI)              | Gold                                                                   | 40.000      |
| Schweiz (IFPI)               | Gold                                                                   | 25.000      |
| Spanien (Promusicae)         | 6× Platin                                                              | 600.000     |
| Südkorea (KMCA)              | Gold                                                                   | 15.000      |
| Taiwan (RIT)                 | Gold                                                                   | 25.000      |
| Thailand (TECA)              | Platin                                                                 | 50.000      |
| Venezuela (APFV)             | 2× Platin                                                              | 40.000      |
| Vereinigte Staaten (RIAA)    | 6× Platin (Latin) · + Gold (Standard)                                  | 860.000     |
| Vereinigtes Königreich (BPI) | Silber                                                                 | 60.000      |
| Insgesamt                    | 1× Silber · 9× Gold · 31× Platin ·                                     | 3.105.000   |

### The 24 Greatest Songs
| Land/Region        | Auszeichnungen für Musikverkäufe (Land/Region, Auszeichnung, Verkäufe) | Verkäufe |
| ------------------ | ---------------------------------------------------------------------- | -------- |
| Frankreich (SNEP)  | 2× Gold                                                                | 300.000  |
| Niederlande (NVPI) | Platin                                                                 | 100.000  |
| Insgesamt          | 2× Gold · 1× Platin ·                                                  | 400.000  |

### Un Hombre Solo
| Land/Region          | Auszeichnungen für Musikverkäufe (Land/Region, Auszeichnung, Verkäufe) | Verkäufe  |
| -------------------- | ---------------------------------------------------------------------- | --------- |
| Argentinien (CAPIF)  | 8× Platin                                                              | 480.000   |
| Brasilien (PMB)      | 5× Platin                                                              | 1.250.000 |
| Chile (IFPI)         | 5× Platin                                                              | 250.000   |
| Kolumbien (ASINCOL)  | Platin                                                                 | 50.000    |
| Mexiko (AMPROFON)    | Platin                                                                 | 250.000   |
| Spanien (Promusicae) | 5× Platin                                                              | 500.000   |
| Venezuela (APFV)     | 4× Platin                                                              | 80.000    |
| Insgesamt            | 29× Platin ·                                                           | 3.100.000 |

### Zärtlichkeiten
| Land/Region        | Auszeichnungen für Musikverkäufe (Land/Region, Auszeichnung, Verkäufe) | Verkäufe |
| ------------------ | ---------------------------------------------------------------------- | -------- |
| Deutschland (BVMI) | Gold                                                                   | 250.000  |
| Schweiz (IFPI)     | Gold                                                                   | 25.000   |
| Insgesamt          | 2× Gold ·                                                              | 275.000  |

## Auszeichnungen nach Singles

### All of You
| Land/Region | Auszeichnungen für Musikverkäufe (Land/Region, Auszeichnung, Verkäufe) | Verkäufe |
| ----------- | ---------------------------------------------------------------------- | -------- |
| Kanada (MC) | Gold                                                                   | 50.000   |
| Insgesamt   | 1× Gold ·                                                              | 50.000   |

### Begin The Beguine
| Land/Region                  | Auszeichnungen für Musikverkäufe (Land/Region, Auszeichnung, Verkäufe) | Verkäufe |
| ---------------------------- | ---------------------------------------------------------------------- | -------- |
| Vereinigtes Königreich (BPI) | Silber                                                                 | 250.000  |
| Insgesamt                    | 1× Silber ·                                                            | 250.000  |

### Hey!
| Land/Region          | Auszeichnungen für Musikverkäufe (Land/Region, Auszeichnung, Verkäufe) | Verkäufe |
| -------------------- | ---------------------------------------------------------------------- | -------- |
| Spanien (Promusicae) | Gold                                                                   | 30.000   |
| Insgesamt            | 1× Gold ·                                                              | 30.000   |

### La carretera
| Land/Region          | Auszeichnungen für Musikverkäufe (Land/Region, Auszeichnung, Verkäufe) | Verkäufe |
| -------------------- | ---------------------------------------------------------------------- | -------- |
| Spanien (Promusicae) | Gold                                                                   | 30.000   |
| Insgesamt            | 1× Gold ·                                                              | 30.000   |

### Me olvidé de vivir
| Land/Region          | Auszeichnungen für Musikverkäufe (Land/Region, Auszeichnung, Verkäufe) | Verkäufe |
| -------------------- | ---------------------------------------------------------------------- | -------- |
| Spanien (Promusicae) | Platin                                                                 | 60.000   |
| Insgesamt            | 1× Platin ·                                                            | 60.000   |

### Où Est Passée Ma Bohème?
| Land/Region       | Auszeichnungen für Musikverkäufe (Land/Region, Auszeichnung, Verkäufe) | Verkäufe |
| ----------------- | ---------------------------------------------------------------------- | -------- |
| Frankreich (SNEP) | Gold                                                                   | 500.000  |
| Insgesamt         | 1× Gold ·                                                              | 500.000  |

### Quiereme Mucho (Yours)
| Land/Region                  | Auszeichnungen für Musikverkäufe (Land/Region, Auszeichnung, Verkäufe) | Verkäufe |
| ---------------------------- | ---------------------------------------------------------------------- | -------- |
| Vereinigtes Königreich (BPI) | Silber                                                                 | 250.000  |
| Insgesamt                    | 1× Silber ·                                                            | 250.000  |

### Se mi lasci non vale
| Land/Region    | Auszeichnungen für Musikverkäufe (Land/Region, Auszeichnung, Verkäufe) | Verkäufe |
| -------------- | ---------------------------------------------------------------------- | -------- |
| Italien (FIMI) | Gold                                                                   | 35.000   |
| Insgesamt      | 1× Gold ·                                                              | 35.000   |

### Soy un truhán, soy un señor
| Land/Region          | Auszeichnungen für Musikverkäufe (Land/Region, Auszeichnung, Verkäufe) | Verkäufe |
| -------------------- | ---------------------------------------------------------------------- | -------- |
| Spanien (Promusicae) | Platin                                                                 | 60.000   |
| Insgesamt            | 1× Platin ·                                                            | 60.000   |

### To All The Girls I’ve Loved Before
| Land/Region               | Auszeichnungen für Musikverkäufe (Land/Region, Auszeichnung, Verkäufe) | Verkäufe  |
| ------------------------- | ---------------------------------------------------------------------- | --------- |
| Kanada (MC)               | Platin                                                                 | 100.000   |
| Vereinigte Staaten (RIAA) | Platin                                                                 | 1.000.000 |
| Insgesamt                 | 2× Platin ·                                                            | 1.100.000 |

## Auszeichnungen nach Videoalben

### En Espana
| Land/Region    | Auszeichnungen für Musikverkäufe (Land/Region, Auszeichnung, Verkäufe) | Verkäufe |
| -------------- | ---------------------------------------------------------------------- | -------- |
| Portugal (AFP) | Gold                                                                   | 4.000    |
| Insgesamt      | 1× Gold ·                                                              | 4.000    |

### In Spain
| Land/Region               | Auszeichnungen für Musikverkäufe (Land/Region, Auszeichnung, Verkäufe) | Verkäufe |
| ------------------------- | ---------------------------------------------------------------------- | -------- |
| Vereinigte Staaten (RIAA) | Gold                                                                   | 50.000   |
| Insgesamt                 | 1× Gold ·                                                              | 50.000   |

### Starry Night
| Land/Region               | Auszeichnungen für Musikverkäufe (Land/Region, Auszeichnung, Verkäufe) | Verkäufe |
| ------------------------- | ---------------------------------------------------------------------- | -------- |
| Portugal (AFP)            | Gold                                                                   | 4.000    |
| Vereinigte Staaten (RIAA) | Gold                                                                   | 50.000   |
| Insgesamt                 | 2× Gold ·                                                              | 54.000   |

## Statistik und Quellen
| Land/RegionAuszeichnungen für Musikverkäufe (Land/Region, Auszeichnungen, Verkäufe, Quellen) | Silber     | Gold         | Platin         | Diamant     | Verkäufe    | Quellen                                                        |
| -------------------------------------------------------------------------------------------- | ---------- | ------------ | -------------- | ----------- | ----------- | -------------------------------------------------------------- |
| Argentinien (CAPIF)                                                                          | —          | 2× Gold2     | 53× Platin53   | Diamant1    | 3.712.000   | capif.org.ar (Memento vom 6. Juli 2011 im Internet Archive)    |
| Australien (ARIA)                                                                            | —          | 5× Gold5     | 6× Platin6     | —           | 560.000     | aria.com.au                                                    |
| Belgien (BRMA)                                                                               | —          | 5× Gold5     | —              | —           | 125.000     | ultratop.be                                                    |
| Brasilien (PMB)                                                                              | —          | 2× Gold2     | 51× Platin51   | —           | 13.125.000  | pro-musicabr.org.br                                            |
| Chile (IFPI)                                                                                 | —          | 5× Gold5     | 12× Platin12   | —           | 725.000     | Einzelnachweise                                                |
| Dänemark (IFPI)                                                                              | —          | 3× Gold3     | 2× Platin2     | —           | 285.000     | Einzelnachweise                                                |
| Deutschland (BVMI)                                                                           | —          | Gold1        | —              | —           | 250.000     | musikindustrie.de                                              |
| Europa (IFPI)                                                                                | —          | —            | 4× Platin4     | —           | (4.000.000) | ifpi.org (Memento vom 1. Januar 2014 im Internet Archive)      |
| Finnland (IFPI)                                                                              | —          | —            | 2× Platin2     | —           | 146.306     | ifpi.fi                                                        |
| Frankreich (SNEP)                                                                            | —          | 14× Gold14   | 7× Platin7     | 2× Diamant2 | 6.200.000   | infodisc.fr snepmusique.com                                    |
| Hongkong (IFPI/HKRIA)                                                                        | —          | 2× Gold2     | —              | —           | 20.000      | ifpihk.org                                                     |
| Irland (IRMA)                                                                                | —          | Gold1        | —              | —           | 7.500       | irishcharts.ie                                                 |
| Indonesien (ASIRI)                                                                           | —          | Gold1        | 5× Platin5     | —           | 825.000     | Einzelnachweise                                                |
| Italien (FIMI)                                                                               | —          | 4× Gold4     | 2× Platin2     | —           | 355.000     | fimi.it                                                        |
| Japan (RIAJ)                                                                                 | —          | —            | 4× Platin4     | —           | 800.000     | Einzelnachweise                                                |
| Kanada (MC)                                                                                  | —          | 10× Gold10   | 10× Platin10   | —           | 1.500.000   | musiccanada.com                                                |
| Kolumbien (ASINCOL)                                                                          | —          | 5× Gold5     | 11× Platin11   | —           | 675.000     | Einzelnachweise                                                |
| Malaysia (RIM)                                                                               | —          | —            | 4× Platin4     | —           | 200.000     | Einzelnachweise                                                |
| Mexiko (AMPROFON)                                                                            | —          | 4× Gold4     | 10× Platin10   | —           | 2.975.000   | amprofon.com.mx                                                |
| Neuseeland (RMNZ)                                                                            | —          | 4× Gold4     | 7× Platin7     | —           | 172.500     | aotearoamusiccharts.co.nz                                      |
| Niederlande (NVPI)                                                                           | —          | 8× Gold8     | 6× Platin6     | —           | 990.000     | nvpi.nl                                                        |
| Norwegen (IFPI)                                                                              | —          | 2× Gold2     | —              | —           | 40.000      | ifpi.no (Memento vom 5. November 2012 im Internet Archive)     |
| Österreich (IFPI)                                                                            | —          | Gold1        | —              | —           | 25.000      | Einzelnachweise                                                |
| Peru (UNIMPRO)                                                                               | —          | Gold1        | —              | —           | 5.000       | Einzelnachweise                                                |
| Philippinen (PARI)                                                                           | —          | 2× Gold2     | —              | —           | 45.000      | pari.com.ph                                                    |
| Polen (ZPAV)                                                                                 | —          | —            | Platin1        | —           | 60.000      | Einzelnachweise                                                |
| Portugal (AFP)                                                                               | Silber1    | 7× Gold7     | 7× Platin7     | —           | 383.000     | Einzelnachweise                                                |
| Schweden (IFPI)                                                                              | —          | 4× Gold4     | Platin1        | —           | 290.000     | sverigetopplistan.se                                           |
| Schweiz (IFPI)                                                                               | —          | 2× Gold2     | —              | —           | 50.000      | hitparade.ch                                                   |
| Singapur (RIAS)                                                                              | —          | 3× Gold3     | 2× Platin2     | —           | 52.500      | Einzelnachweise                                                |
| Spanien (Promusicae)                                                                         | —          | 5× Gold5     | 90× Platin90   | —           | 9.030.000   | elportaldemusica.es ES2 ES3 ES4                                |
| Südafrika (RISA)                                                                             | —          | Gold1        | —              | —           | 25.000      | Einzelnachweise                                                |
| Südkorea (KMCA)                                                                              | —          | 3× Gold3     | 3× Platin3     | —           | 135.000     | Einzelnachweise                                                |
| Taiwan (RIT)                                                                                 | —          | 3× Gold3     | Platin1        | —           | 125.000     | Einzelnachweise                                                |
| Thailand (TECA)                                                                              | —          | Gold1        | Platin1        | —           | 75.000      | Einzelnachweise                                                |
| Uruguay (CUD)                                                                                | —          | Gold1        | —              | —           | 3.000       | cudisco.org (Memento vom 9. Dezember 2004 im Internet Archive) |
| Venezuela (APFV)                                                                             | —          | 2× Gold2     | 8× Platin8     | —           | 180.000     | Einzelnachweise                                                |
| Vereinigte Staaten (RIAA)                                                                    | —          | 8× Gold8     | 30× Platin30   | —           | 11.000.000  | riaa.com                                                       |
| Vereinigtes Königreich (BPI)                                                                 | 5× Silber5 | 6× Gold6     | Platin1        | —           | 1.620.000   | bpi.co.uk                                                      |
| Insgesamt                                                                                    | 6× Silber6 | 129× Gold129 | 341× Platin341 | 3× Diamant3 |             |                                                                |